# Pilea obesa
Pilea obesa är en nässelväxtart som beskrevs av Hugh Algernon Weddell. Pilea obesa ingår i släktet pileor, och familjen nässelväxter. Inga underarter finns listade i Catalogue of Life.